# John James Blunt
John James Blunt (3. května 1794, Newcastle-under-Lyme – 17. června 1855, Cambridge) byl anglický anglikánský duchovní a teolog.
Roku 1822 byl ordinován na kněze. Roku 1839 byl jmenován profesorem teologie na Cambridgeské univerzitě. Věnoval se zejména studiu rané církve. Za jeho nejvýznamnější spis je považováno dílo Undesigned Coincidences in the Writings both of the Old and New Testaments (1833, rozšířené vydání 1847).